# Carex sinclairii
Carex sinclairii är en halvgräsart som beskrevs av Francis M.B. Boott och Thomas Frederic Cheeseman. Carex sinclairii ingår i släktet starrar, och familjen halvgräs. Inga underarter finns listade i Catalogue of Life.